# Iglesia de Nuestra Señora de Gracia (Guadalcázar)
La iglesia de Nuestra Señora de Gracia es un edificio de carácter religioso que constituye el principal templo cristiano del municipio cordobés de Guadalcázar, en la comarca del Valle Medio del Guadalquivir. Aunque desconocemos la fecha exacta de su construcción, las obras se debieron iniciar a finales del siglo XVI, quedando finalizadas en las primeras décadas del siglo XVII, coincidiendo con la construcción del anejo convento del Císter.

## Historia
Son pocos los datos que poseemos acerca de la historia de este inmueble. En la actualidad es el único templo cristiano que se conserva en Guadalcázar, aunque debió coincidir en el tiempo con otra iglesia a la que se refieren algunos textos antiguos como «la iglesia vieja», que se correspondía probablemente con la iglesia del convento de Ntra. Sra. de la Caridad, de los Carmelitas Descalzos, hoy ya extinto.

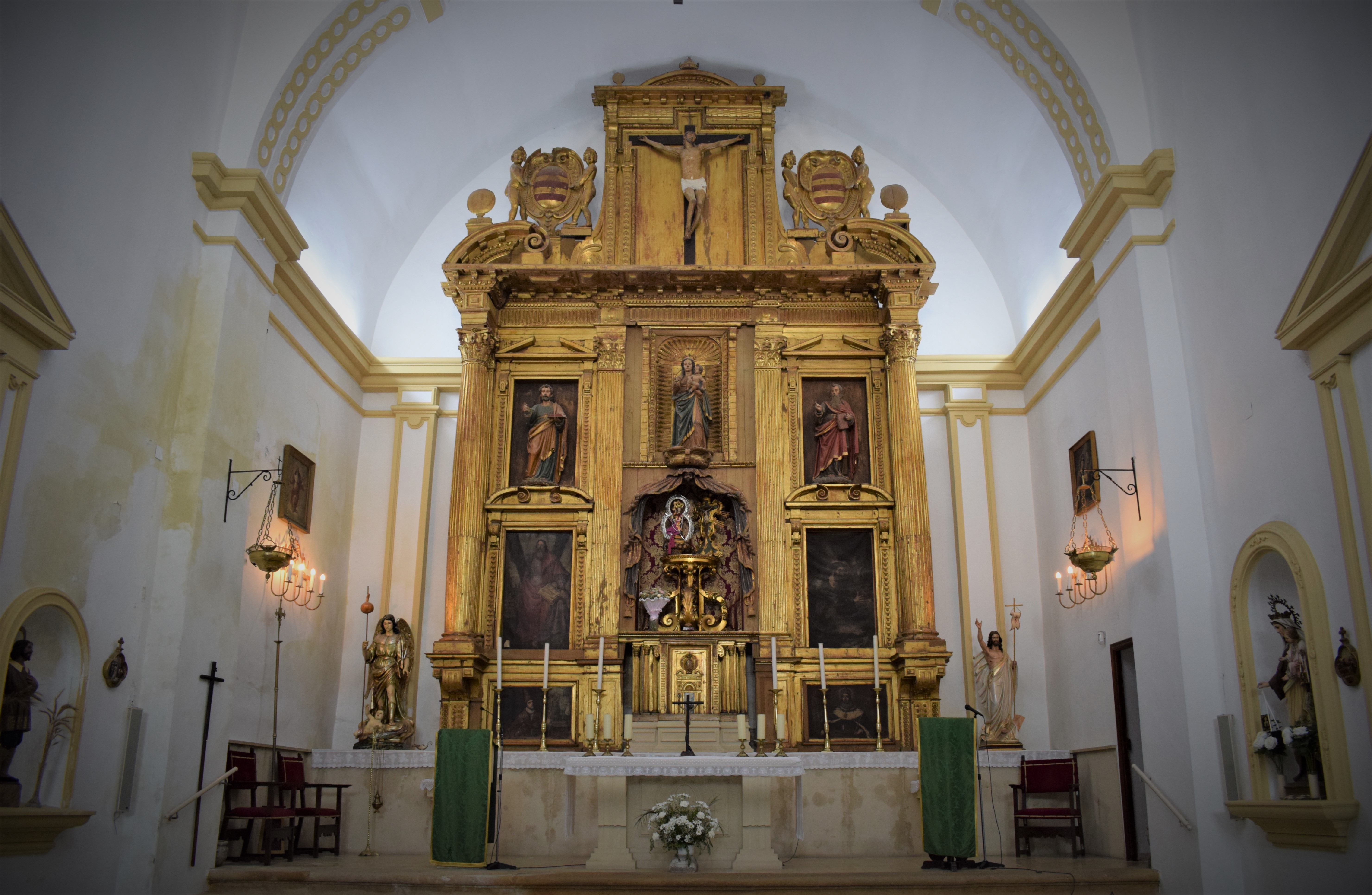
Retablo Mayor de la Iglesia de Ntra. Sra. de Gracia, obra de Felipe Vázquez de Ureta y Juan Bautista de Botada.

El aspecto que presenta actualmente su fachada es fruto de una reforma de 1968, que eliminó todos los elementos decorativos anteriores, y poco después, en 1972, se sustituyeron por completo las cubiertas. En 2019, se realizaron las más recientes obras de conservación y mantenimiento.

## Descripción
Se trata de un edificio de planta rectangular con una única nave de unos 30 metros de fondo por 8,5 de ancho, con capillas y sacristía adosadas. Destaca la capilla del Sagrario, que cuenta con un retablo de pequeñas dimensiones de madera tallada y dorada, y con decoración propia de la segunda mitad del siglo XVIII, presidida por una talla de la Inmaculada Concepción de María. El retablo mayor, situado en la nave principal de la iglesia, fue sufragado por el eclesiástico Luis Fernández de Córdoba y Portocarrero, miembro preeminente de la nobleza local, en la que sería su obra de mayor envergadura para engrandecer el nombre de su familia en la villa de Guadalcázar. Realizado entre 1616 y 1620 por Felipe Vázquez de Ureta y Juan Bautista de Botada, el retablo consta de tres calles sustentadas en un banco, dos cuerpos y un ático.